# Alberto Pandolfi
Alberto Pandolfi Arbulú (nascido em Lima, 20 de agosto de 1940) é um empresário que serviu duas vezes como primeiro-ministro do Peru (3 de abril de 1996 a 4 de junho de 1998, e depois de 21 de agosto de 1998 a 3 de janeiro de 1999) no governo do presidente Alberto Fujimori. Durante os seus mandatos, também ocupou por vezes as pastas de comunicações, pescas e transportes.